# Yeovil Without
Yeovil Without est une paroisse civile du Somerset, en Angleterre.